# Syringogaster
Syringogaster Cresson, 1912 è un genere di insetti dell'ordine dei Ditteri (Brachycera: Cyclorrhapha: Acalyptratae). È l'unico genere della famiglia Syringogastridae.

## Descrizione
Sono ditteri di piccole dimensioni (4–6 mm) con aspetto mirmecomorfo.

## Distribuzione e habitat
Il genere è diffuso nelle foreste tropicali della regione neotropicale, dal Messico all'Argentina.

## Tassonomia
Il genere Syringogaster comprende 20 specie viventi:
- Syringogaster amazonensis Prado, 1969
- Syringogaster apiculata Marshall & Buck, 2009
- Syringogaster atricalyx Marshall & Buck, 2009
- Syringogaster brachypecta Marshall & Buck, 2009
- Syringogaster brunnea Cresson, 1912
- Syringogaster brunneina Marshall & Buck, 2009
- Syringogaster carioca Prado, 1969
- Syringogaster cressoni Prado, 1969
- Syringogaster dactylopleura Marshall & Buck, 2009
- Syringogaster figurata Marshall & Buck, 2009
- Syringogaster lanei Prado, 1969
- Syringogaster lopesi Prado, 1969
- Syringogaster nigrithorax Marshall & Buck, 2009
- Syringogaster palenque Marshall & Buck, 2009
- Syringogaster papaveroi Prado, 1969
- Syringogaster plesioterga Marshall & Buck, 2009
- Syringogaster rufa Cresson, 1912
- Syringogaster sharkeyi Marshall & Buck, 2009
- Syringogaster subnearctica Feijen, 1989
- Syringogaster tenuipes Marshall & Buck, 2009

Due specie sono note allo stato fossile:
- Syringogaster craigi Grimaldi, 2009
- Syringogaster miocenecus Grimaldi, 2009